# Dieterlea
Dieterlea es un género con dos especies de plantas con flores perteneciente a la familia Cucurbitaceae. 

## Especies seleccionadas
| - Dieterlea fusiformis - Dieterlea maxima |